# Paolo Borsellino
(Paolo Borsellino)
Paolo Emanuele Borsellino (Palermo, 19 gennaio 1940 – Palermo, 19 luglio 1992) è stato un magistrato italiano, vittima di Cosa nostra nella strage di via D'Amelio assieme ai cinque agenti della sua scorta.
Con i colleghi e amici Rocco Chinnici, Antonino Caponnetto e Giovanni Falcone, Borsellino è considerato una delle personalità più importanti e prestigiose nella lotta alla mafia in Italia e a livello internazionale.

## Biografia

### Origini e formazione

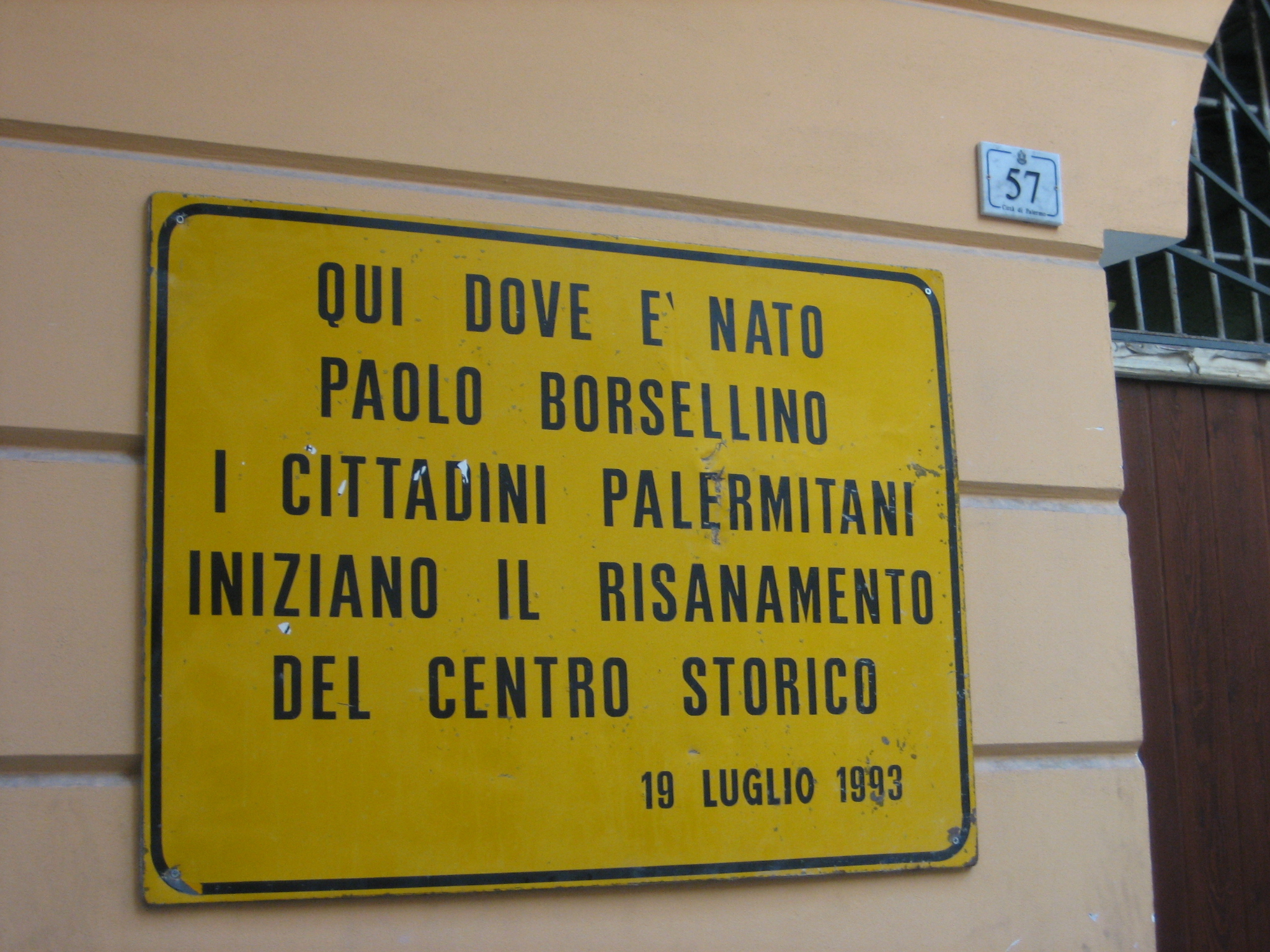
L'insegna della casa a Palermo in cui è nato Paolo Borsellino

Borsellino durante la Prima comunione, tra il 1947 e il 1951

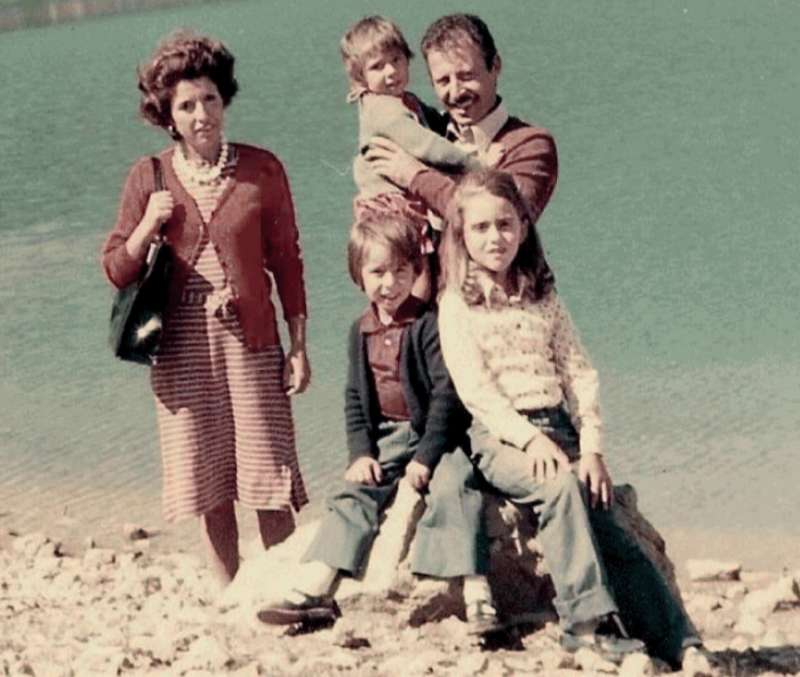
Paolo Borsellino con la famiglia

Figlio di Diego Borsellino (1910-1962) e di Maria Pia Lepanto (1909-1997), Paolo Emanuele Borsellino nacque a Palermo il 19 gennaio 1940 nel quartiere popolare della Kalsa, dove, durante le tante partite a calcio nel quartiere, conobbe Giovanni Falcone, più grande di lui di otto mesi, con il quale instaurò un'amicizia mai incrinatasi. Figlio secondogenito, la famiglia era completata dalla sorella maggiore Adele (1938-2011), dal fratello minore Salvatore e dall'ultimogenita Rita. Portava lo stesso nome del nonno paterno, originario di Castrofilippo, in provincia di Agrigento.
Dopo aver frequentato le scuole dell'obbligo Paolo si iscrisse al liceo classico "Giovanni Meli" di Palermo. Durante gli anni del liceo diventò direttore del giornale studentesco "Agorà". L'11 settembre 1958 si iscrisse alla facoltà di giurisprudenza presso l'Università degli Studi di Palermo con numero di matricola 2301. Dopo una rissa tra studenti simpatizzanti di destra e di sinistra, finì erroneamente in tribunale dinanzi al magistrato Cesare Terranova, cui dichiarò la propria estraneità all'accaduto. Il giudice sentenziò che Borsellino non fosse implicato nell'episodio. Proveniente da una famiglia con simpatie politiche di destra nel 1959 si iscrisse al Fronte Universitario d'Azione Nazionale, organizzazione degli universitari missini, di cui divenne membro dell'esecutivo provinciale e fu eletto come rappresentante studentesco nella lista del FUAN "Fanalino" di Palermo. Il 27 giugno 1962, all'età di ventidue anni, Borsellino si laureò con 110 e lode con una tesi su "Il fine dell'azione delittuosa" con relatore il professor Giovanni Musotto. Pochi giorni dopo, a causa di una malattia, suo padre morì all'età di cinquantadue anni. Borsellino si impegnò, allora, con l'ordine dei farmacisti a mantenere attiva la farmacia del padre fino al raggiungimento della laurea in farmacia della sorella Rita. Durante questo periodo la farmacia fu data in gestione per un affitto di 120 000 lire al mese e la famiglia Borsellino fu costretta a gravi rinunce e sacrifici. A Paolo fu concesso l'esonero dal servizio militare di leva poiché egli risultava "unico sostentamento della famiglia".
Nel 1967 Rita si laureò in farmacia e il primo stipendio da magistrato di Paolo servì a pagare la tassa governativa. Il 23 dicembre 1968 sposò Agnese Piraino Leto (1942-2013), figlia di Angelo Piraino Leto (1909-1994), a quel tempo magistrato, presidente del tribunale di Palermo. Dalla moglie Agnese ebbe tre figli: Lucia (1969), Manfredi (1971) oggi vice-questore della Polizia di Stato e Fiammetta (1973).

### L'ingresso nella magistratura
Nel 1963 Borsellino partecipò a un concorso per entrare nella magistratura italiana; classificandosi venticinquesimo sui 171 posti messi a bando, con il voto di 57, divenne il più giovane magistrato d'Italia. Incominciò quindi il tirocinio come uditore giudiziario e lo terminò il 14 settembre 1965 quando venne assegnato al tribunale di Enna nella sezione civile. Nel 1967 fu nominato pretore a Mazara del Vallo. Nel 1969 fu pretore a Monreale, dove lavorò insieme con Emanuele Basile, capitano dell'Arma dei Carabinieri.
Nel 1975 Borsellino venne trasferito presso l'Ufficio istruzione del Tribunale di Palermo. Nel 1980 continuò l'indagine sui rapporti tra i mafiosi di Altofonte e Corso dei Mille cominciata dal commissario Boris Giuliano (ucciso nel luglio del 1979), lavorando sempre insieme con il capitano Basile. Intanto tra Borsellino e Rocco Chinnici, nuovo capo dell'Ufficio istruzione, si stabilì un rapporto, più tardi descritto dalla sorella Rita Borsellino e da Caterina Chinnici, figlia del capo dell'Ufficio, come di "adozione" non soltanto professionale. La vicinanza che si stabilì fra i due uomini e le rispettive famiglie fu intensa e fu al giovane Paolo che Chinnici affidò la figlia, che abbracciava anch'essa quella carriera, in una sorta di tirocinio.
Il 4 maggio 1980 il capitano Basile venne assassinato da Cosa nostra e fu decisa l'assegnazione di una scorta alla famiglia Borsellino. Il giudice Borsellino si occupò quindi delle indagini sull'omicidio del capitano Basile, che durarono circa un anno e si conclusero con il rinvio a giudizio dei tre mafiosi Vincenzo Puccio, Armando Bonanno e Giuseppe Madonia come esecutori materiali; nonostante le prove schiaccianti che li incastravano, il giudice che li doveva processare rinviò tutti gli atti indietro a Borsellino, disponendo una nuova perizia che mancava, e nel nuovo processo che si aprì i tre furono assolti per insufficienza di prove per poi darsi alla latitanza. Il tortuoso iter processuale si concluse soltanto nel 1992, quando si giunse finalmente alla condanna definitiva dei mandanti dell'omicidio Basile e dell'unico esecutore rimasto in vita.

### L'esperienza del "pool antimafia"

Borsellino insieme a Giovanni Falcone e Antonino Caponnetto nell'ottobre 1986

Chinnici istituì presso l'Ufficio istruzione un "pool antimafia", ossia un gruppo di giudici istruttori che si sarebbero occupati esclusivamente dei reati di stampo mafioso e, lavorando in gruppo, essi avrebbero avuto una visione più chiara e completa del fenomeno mafioso e, di conseguenza, la possibilità di combatterlo più efficacemente. Diminuiva inoltre il rischio che venissero assassinati da Cosa nostra con lo scopo di riseppellire i segreti scoperti. Chinnici chiamò Borsellino a far parte del pool insieme con Giovanni Falcone, Giuseppe Di Lello e Leonardo Guarnotta. Il 29 luglio 1983 Chinnici rimase ucciso nell'esplosione di un'autobomba insieme a due agenti di scorta e al portiere del suo condominio. Pochi mesi dopo giunse a Palermo da Firenze il giudice Antonino Caponnetto nominato al suo posto.
Nel racconto che ne fece lo stesso Borsellino, il pool nacque per risolvere il problema dei giudici istruttori che lavoravano individualmente, e separatamente, senza che avvenisse scambio di informazioni fra quelli che si occupavano di materie contigue, cosa che avrebbe potuto consentire una maggiore efficacia nell'esercizio dell'azione penale il cui coordinamento avrebbe consentito di fronteggiare meglio il fenomeno mafioso nella sua globalità. Uno dei primi esempi concreti del coordinamento operativo fu la collaborazione fra Borsellino e Di Lello, che Caponnetto aveva voluto e richiesto in squadra: Di Lello prendeva giornalmente a prestito la documentazione che Borsellino produceva e gliela rendeva la mattina successiva, dopo averla studiata come fossero "quasi delle dispense sulla lotta alla mafia". Del resto era proprio la formazione di una conoscenza condivisa uno degli effetti, ma prima ancora uno degli scopi, della costituzione del pool: come ebbe a dire Guarnotta, "si andava ad esplorare un mondo che sinora era sconosciuto per noi in quella che era veramente la sua essenza". Le indagini del pool si basarono soprattutto su accertamenti bancari e patrimoniali, vecchi rapporti di polizia e carabinieri ma anche su nuovi procedimenti penali (come ad esempio quello originato dal cosiddetto "Rapporto dei 162" che si focalizzava sulle cosche mafiose "vincenti" guidate da Michele Greco e Totò Riina), che consentirono di raccogliere un abbondante materiale probatorio; Borsellino continuò intanto a seguire le indagini sui mafiosi di Corso dei Mille e, per questo motivo, interrogò il collaboratore di giustizia Vincenzo Sinagra, il quale rivelò le "gesta" sanguinarie di quella spietata cosca. Nello stesso periodo Falcone incominciò a raccogliere le dichiarazioni dei collaboratori di giustizia Tommaso Buscetta e Salvatore Contorno, la cui attendibilità venne confermata dalle indagini del pool: il 29 settembre 1984 le dichiarazioni di Buscetta produssero 366 ordini di cattura mentre il mese successivo quelle di Contorno altri 127 mandati di cattura, nonché arresti eseguiti tra Palermo, Roma, Bari e Bologna.
Falcone allora, guardando costernato Borsellino, fece il gesto della pistola alla tempia e gli disse "adesso possiamo spararci tutt'e due". La discrepanza poteva infatti in rapida successione rendere inattendibile il teste, privare l'impianto dell'indagine di uno dei suoi tasselli centrali, esporre l'intero pool alle accuse già ventilate di approssimazione professionale o, peggio, di intenti persecutori nei confronti di cittadini estranei ai fatti.
Borsellino avvicinò il custode della villa e, dopo averci chiacchierato di cose insignificanti, a un certo punto gli chiese per curiosità cosa usassero per scaldarsi d'inverno. Il custode rispose: "Col camino. Ma d'estate lo spostiamo in giardino".

### Il periodo all'Asinara e il maxiprocesso di Palermo
Per ragioni di sicurezza, nell'estate 1985 Falcone e Borsellino furono trasferiti insieme con le loro famiglie nella foresteria del carcere dell'Asinara per scrivere l'ordinanza-sentenza di 8 000 pagine che rinviava a giudizio 475 indagati in base alle indagini del pool. Per tale periodo, il dipartimento dell'amministrazione penitenziaria italiana richiese poi ai due magistrati un rimborso spese e un indennizzo per il soggiorno trascorso. Intanto il maxiprocesso di Palermo che scaturì dagli sforzi del pool cominciò in primo grado il 10 febbraio 1986, presso un'aula bunker appositamente costruita all'interno del carcere dell'Ucciardone a Palermo per accogliere i numerosi imputati e numerosi avvocati, concludendosi il 16 dicembre 1987 con 342 condanne, tra cui 19 ergastoli.

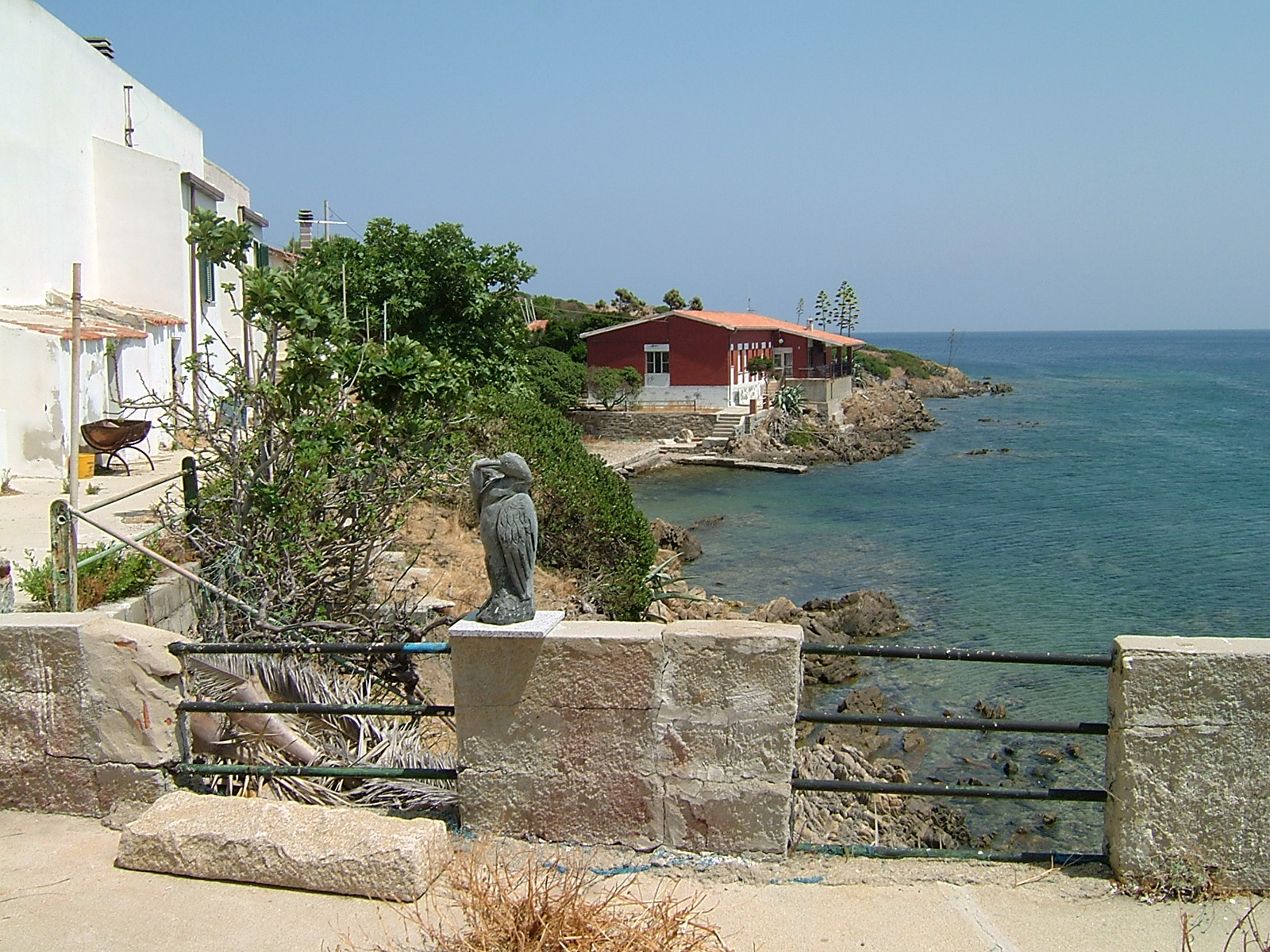
La casa in cui Falcone, Borsellino e le loro famiglie vissero durante il soggiorno all'Asinara

### La nomina a procuratore a Marsala, i "pentiti" e le polemiche
Il 19 dicembre 1986 Borsellino chiese e ottenne di essere nominato Procuratore della Repubblica a Marsala. La nomina superava il limite ordinariamente vigente del possesso di alcuni requisiti principalmente relativi all'anzianità di servizio.
Secondo il collega Giacomo Conte la scelta di decentrarsi e di assumere un ruolo autonomo rispondeva a una sua intuizione per la quale l'accentramento delle indagini istruttorie sotto la guida di una sola persona esponeva non solo al rischio di una disorganicità complessiva dell'azione contro la mafia, ma anche a quello di poter facilmente soffocare questa azione colpendo il magistrato che ne teneva le fila; questa collocazione, "solo apparentemente periferica", fu secondo questo autore esempio della proficuità di questa collaborazione a distanza.
Leonardo Sciascia, in un articolo pubblicato sul Corriere della Sera il 10 gennaio del 1987, biasimò i criteri adottati dal Consiglio Superiore della Magistratura per l'assegnazione del posto di procuratore della Repubblica di Marsala a Paolo Borsellino invitando il lettore a prendere atto che "nulla vale più, in Sicilia, per far carriera nella magistratura, del prender parte a processi di stampo mafioso". Si tratta della nota polemica sui cosiddetti "professionisti dell'antimafia".
In seguito a due puntate della trasmissione Rai di Corrado Augias Telefono giallo trasmesso su Rai 3, durante il suo periodo a Marsala si occupò anche del caso della strage di Ustica, e del caso del triplice rapimento e omicidio di tre bambine avvenuto nel 1971 a Marsala, noto con il nome di Mostro di Marsala, che riapri nel 1989, casi trattati tutte e due dalla trasmissione del giornalista Augias.
(Durante il Convegno de La Rete del 25 giugno 1992)
(Durante il Convegno de La Rete del 25 giugno 1992)
Nell'estate 1991 Borsellino fu al centro di una polemica con il sostituto procuratore di Trapani Francesco Taurisano a seguito della pubblicazione sulla stampa nazionale dei verbali d'interrogatorio dei collaboratori di giustizia Rosario Spatola e Giacoma Filippello sui legami della mafia con noti esponenti politici (i deputati Calogero Mannino e Aristide Gunnella, il senatore Pietro Pizzo, l'ex presidente della Regione Rino Nicolosi); Borsellino, il quale aveva interrogato l'anno precedente i due collaboratori che gli consentirono di spiccare decine di arresti tra Campobello di Mazara e Marsala (che sfociarono nel procedimento penale denominato "Alfano Nicolò + 15", il primo processo per reati di mafia celebrato in provincia di Trapani), si disse all'oscuro di tali nuove rivelazioni poiché non era stato informato da Taurisano e, di conseguenza, chiese immediatamente la trasmissione degli atti perché di sua competenza; infine, a seguito del passaggio alla Procura di Marsala e a quella di Sciacca per motivi di competenza territoriale, l'inchiesta sui politici venne archiviata poiché Spatola venne considerato inattendibile. Borsellino venne allora accusato da più parti di essere un "insabbiatore" o uno "scippatore di inchieste altrui", accuse di cui si disse amareggiato, e il caso finì addirittura davanti al CSM, dove il magistrato si difese affermando che, quando interrogò Spatola, parlò soltanto di traffici di droga ma mai di uomini politici.
(Paolo Borsellino, intervista rilasciata a Giuseppe D'Avanzo il 14 settembre 1991)
Nel novembre 1991 Borsellino, insieme con i suoi sostituti procuratori Massimo Russo e Alessandra Camassa, iniziò a raccogliere le dichiarazioni di Piera Aiello e della cognata Rita Atria, di soli diciassette anni, rispettivamente moglie e sorella di un mafioso partannese assassinato nel corso di una faida, che consentirono di arrestare numerosi mafiosi di Partanna, Sciacca e Marsala e di avviare un'indagine sul deputato democristiano Vincenzino Culicchia, per trent'anni sindaco di Partanna.

### La fine del pool e lastagione dei veleni
Nel 1987, mentre il maxiprocesso di Palermo si avviava alla sua conclusione, Antonino Caponnetto lasciò il pool per motivi di salute e tutti (Borsellino compreso) si attendevano che al suo posto fosse nominato Falcone, ma il Consiglio superiore della magistratura non la vide alla stessa maniera e il 19 gennaio 1988 nominò Antonino Meli; sorse il timore che il pool stesse per essere sciolto.

Paolo Borsellino e Leonardo Sciascia, in occasione conviviale il 25 gennaio 1988, riconciliati dopo la polemica sui "professionisti dell'antimafia"

Borsellino parlò allora in pubblico a più riprese, raccontando quel che stava accadendo alla Procura della Repubblica di Palermo. In particolare, in due interviste rilasciate il 20 luglio 1988 ai giornalisti Attilio Bolzoni de La Repubblica e a Saverio Lodato de L'Unità, riferendosi al CSM, dichiarò tra l'altro espressamente: "Si doveva nominare Falcone per garantire la continuità all'Ufficio", "hanno disfatto il pool antimafia", "hanno tolto a Falcone le grandi inchieste", "la squadra mobile non esiste più", "stiamo tornando indietro, come 10 o 20 anni fa". Per queste dichiarazioni rischiò un provvedimento disciplinare (fu messo sotto inchiesta). A seguito di un intervento del Presidente della Repubblica Francesco Cossiga, si decise almeno di indagare su ciò che succedeva nel palazzo di giustizia.
Il 31 luglio il CSM convocò Borsellino, il quale rinnovò accuse e perplessità. Il 14 settembre Antonino Meli, convocato anche lui dal CSM, respinse le accuse di Borsellino, affermando che, sotto la sua gestione, il pool era stato reso più funzionale ed efficiente; infine la pratica relativa al provvedimento disciplinare fu archiviata. Borsellino riprese a lavorare alacremente a Marsala insieme con giovani magistrati, alcuni di prima nomina. Cominciava in quei giorni il dibattito per la costituzione di una Superprocura e su chi porvi a capo, nel frattempo Falcone fu chiamato a Roma per assumere il comando della direzione affari penali e da lì premeva per l'istituzione della Superprocura.
Nel settembre 1990 intervenne alla festa nazionale del Fronte della Gioventù a Siracusa, insieme al parlamentare regionale del MSI Giuseppe Tricoli, e agli allora dirigenti giovanili Gianni Alemanno e Fabio Granata.

### Gli attentati progettati e il trasferimento a Palermo
Nel settembre 1991, Cosa nostra aveva già abbozzato progetti per l'uccisione di Borsellino. A rivelarlo fu il collaboratore di giustizia Vincenzo Calcara, mafioso di Castelvetrano il quale affermava che il suo capo Antonio Vaccarino (ex sindaco democristiano del paese) gli avrebbe detto di tenersi pronto per l'esecuzione, che si sarebbe dovuta effettuare mediante un fucile di precisione o con un'autobomba. Tuttavia Calcara fu arrestato il 5 novembre e la sua situazione in carcere si fece assai pericolosa poiché, secondo quanto da lui stesso indicato, aveva in precedenza intrecciato una relazione con la figlia di uno dei capi di Cosa nostra, uno sbilanciamento del tutto contrario alle "regole" mafiose e sufficiente a costargli la vita; se da latitante poteva ancora essere utilizzato per "lavori sporchi", da carcerato invece gli restava solo la condanna a morte emessa dall'organizzazione. Prima che finisse il periodo di isolamento, Calcara decise di diventare collaboratore di giustizia e si incontrò proprio con Borsellino, al quale, una volta rivelatogli il piano e l'incarico, disse: "Lei deve sapere che io ero ben felice di ammazzarla". Dopo di ciò, raccontò sempre il pentito, gli chiese di poterlo abbracciare e Borsellino avrebbe commentato: "Nella mia vita tutto potevo immaginare, tranne che un uomo d'onore mi abbracciasse". Tuttavia Calcara verrà successivamente smentito dai collaboratori di giustizia Giovanni Brusca e Antonio Patti, i quali affermeranno che l'attentato a Borsellino venne in realtà affidato a Vito Mazzara, «capo famiglia» di Valderice e abile tiratore, ma non se ne fece più nulla perché il progetto incontrò l'opposizione dei boss mafiosi di Marsala Vincenzo D'Amico e Francesco Craparotta, che vennero poi uccisi su ordine di Totò Riina per tale diniego.
Con Falcone a Roma, Borsellino chiese il trasferimento alla Procura di Palermo e nel marzo 1992 vi ritornò come procuratore aggiunto, dove chiamò il sostituto procuratore Antonio Ingroia.
Appena arrivato alla Procura di Palermo, Borsellino concluse le indagini derivate dalle dichiarazioni di Calcara, che condussero a 43 ordini di cattura contro i mafiosi di Castelvetrano e i loro fiancheggiatori, fra cui l'ex sindaco Antonio Vaccarino (indicato da Calcara a capo della cosca) e l'impiegato in pensione della Cassazione Giuseppe Schiavone, incaricato di "aggiustare" i processi: il procedimento penale che ne seguì, denominato "Alagna Antonino + 30", si concluderà in primo grado nel 1995 con pesanti condanne.

### Elezione del Presidente della Repubblica e Capaci
Il pomeriggio del 19 maggio 1992, nel corso dell'XI scrutinio delle elezioni del Presidente della Repubblica Italiana del 1992, l'allora segretario del MSI Gianfranco Fini diede indicazione ai suoi parlamentari di votare per Paolo Borsellino come Presidente della Repubblica, che ottenne in quello scrutinio 47 preferenze. Al sedicesimo scrutinio (avvenuto dopo la strage di Capaci) fu eletto Oscar Luigi Scalfaro.
Il 23 maggio 1992, in un attentato dinamitardo sull'autostrada A29 all'altezza di Capaci, persero la vita Giovanni Falcone, la moglie Francesca Morvillo e tre agenti della scorta, Antonio Montinaro, Vito Schifani e Rocco Dicillo. Falcone morì fra le sue braccia in ospedale, senza però riprendere conoscenza. Dichiarò, citando Ninni Cassarà:
(Paolo Borsellino, intervista rilasciata a Lamberto Sposini il 24 giugno 1992)

### Le dichiarazioni sul ruolo della politica
(Paolo Borsellino, Istituto Tecnico Professionale di Bassano del Grappa 26/01/1989)
Borsellino rilasciò interviste e partecipò a numerosi convegni per denunciare l'isolamento dei giudici e l'incapacità o la mancata volontà da parte della politica di dare risposte serie e convinte alla lotta alla criminalità. In una di queste Borsellino descrisse le ragioni che avevano portato all'omicidio del giudice Rosario Livatino e prefigurò la fine (che poi egli stesso fece) che ogni giudice "sovraesposto" è destinato a fare.

### La penultima intervista
Il 21 maggio 1992, due giorni prima della strage di Capaci e poco meno di due mesi prima di essere ucciso, Paolo Borsellino rilasciò un'intervista ai giornalisti di Canal+ Jean Pierre Moscardo e Fabrizio Calvi.
(Paolo Borsellino, intervista a Canal+, 21 maggio 1992.)

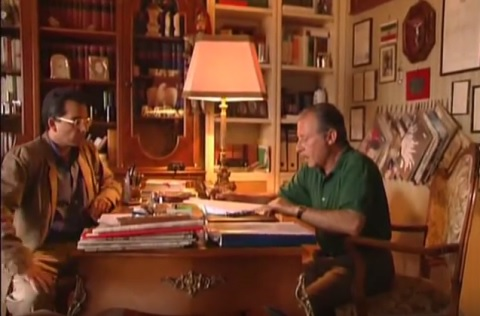
Il giornalista Fabrizio Calvi mentre intervista Paolo Borsellino il 21 maggio 1992, due giorni prima della strage di Capaci

In questa sua penultima intervista Paolo Borsellino parlò anche dei legami tra Cosa nostra e l'ambiente industriale milanese e del Nord Italia in generale, facendo riferimento, tra le altre cose, a indagini in corso sui rapporti tra Vittorio Mangano e Marcello Dell'Utri. Alla domanda se Mangano fosse un "pesce pilota" della mafia al Nord, Borsellino rispose che egli era sicuramente una testa di ponte dell'organizzazione mafiosa nel Nord d'Italia. Sui rapporti con Silvio Berlusconi invece, benché esplicitamente sollecitato dall'intervistatore, si astenne da qualsiasi giudizio, poiché coperto dal segreto istruttorio.
C'era chi non aveva interesse che questa intervista venisse diffusa e diventasse popolare in Italia, tanto che viene anche indicata come "L'intervista nascosta", la quale venne acquisita eccezionalmente nel 2000 da Rai News 24, dopo un fortunoso ritrovamento del nastro da parte della famiglia Borsellino, e fu proposta per essere trasmessa in vari programmi e telegiornali Rai di prima e seconda serata, incontrando però la ritrosia dei vari conduttori che non vollero trasmetterla (fu poi trasmessa solo sul canale satellitare Rai News 24 il 19 settembre 2000 alle ore 23).

### Gli ultimi 57 giorni
I 57 giorni che separarono la strage di Capaci da quella di via d'Amelio furono i più difficili per Borsellino, il quale, duramente colpito dalla morte del collega e amico e nonostante fosse consapevole di essere il prossimo obiettivo della vendetta di Cosa nostra, continuò a lavorare con frenetica intensità, ostacolato però dal capo della Procura palermitana Pietro Giammanco, il quale addirittura gli nascose il contenuto di un'informativa del ROS dei Carabinieri che segnalava il pericolo di un imminente attentato nei suoi confronti, circostanza che Borsellino apprese solo casualmente durante una conversazione con l'allora Ministro della Difesa Salvo Andò: infatti in base ad alcune dichiarazioni fatte nei vari processi dal colonnello dell'Arma dei Carabinieri Umberto Sinico, sentito come testimone, si può stabilire che Borsellino non solo era a conoscenza di essere nel mirino di Cosa nostra, ma che preferiva che non si stringesse troppo la protezione attorno a sé, così da evitare che l'organizzazione scegliesse come bersaglio qualcuno della sua famiglia.
Il 29 maggio 1992, nel corso della presentazione del libro "Gli uomini del disonore" di Pino Arlacchi alla presenza dei ministri dell'Interno e della Giustizia, Vincenzo Scotti e Claudio Martelli, nonché del capo della polizia Vincenzo Parisi, dal pubblico fu chiesto a Borsellino se intendesse candidarsi alla successione di Falcone alla "Superprocura"; alla sua risposta negativa Scotti intervenne annunciando di aver concordato con Martelli di chiedere al CSM di riaprire il concorso e invitandolo formalmente a candidarsi. Borsellino non rispose a parole, sebbene il suo biografo Lucentini abbia così descritto la sua reazione: "Dal suo viso trapela una indignazione senza confini". Rispose al ministro per iscritto, giorni dopo: "La scomparsa di Giovanni Falcone mi ha reso destinatario di un dolore che mi impedisce di rendermi beneficiario di effetti comunque riconducibili a tale luttuoso evento".
Il 25 giugno Borsellino tenne il suo ultimo discorso nell'atrio della biblioteca di Casa Professa nel corso di un dibattito organizzato dalla rivista "Micromega" durante il quale venne interrotto due volte da lunghi applausi:
Perché non è fuggito, perché ha accettato questa tremenda situazione, perché non si è turbato, perché è stato sempre pronto a rispondere a chiunque della speranza che era in lui? Per amore!
La sua vita è stata un atto d’amore verso questa sua città, verso questa terra che lo ha generato.
Perché se l’amore è soprattutto ed essenzialmente dare, per lui, e per coloro che gli sono stati accanto in questa meravigliosa avventura, amare Palermo e la sua gente ha avuto e ha il significato di dare a questa terra qualcosa, tutto ciò che era ed è possibile dare delle nostre forze morali, intellettuali e professionali per rendere migliore questa città e la patria cui essa appartiene.
[…] Per lui la lotta alla mafia non doveva essere soltanto una distaccata opera di repressione, ma un movimento culturale e morale, che coinvolgesse tutti specialmente le giovani generazioni […], le più adatte a sentire la bellezza del fresco profumo della libertà che fa rifiutare il puzzo del compromesso morale, dell’indifferenza, della contiguità, e quindi della complicità.
Ricordo la felicità di Falcone […] quando in un breve periodo d’entusiasmo, conseguente ai dirompenti successi originati dalle dichiarazioni di Buscetta, egli mi disse: "La gente fa il tifo per noi".»
(Paolo Borsellino, intervento a Casa Professa, 25 giugno 1992.)
Alla fine di giugno, Gaspare Mutolo, mafioso di Partanna-Mondello legato a Totò Riina, manifestò la volontà di collaborare con la giustizia ma volle parlare solo con Borsellino perché soltanto di lui si fidava; tuttavia il giudice si trovava in Germania per interrogare il nuovo collaboratore di giustizia Gioacchino Schembri (uno stiddaro di Palma di Montechiaro che conosceva molti retroscena dell'omicidio del giudice Rosario Livatino) e il procuratore Giammanco decise di tagliarlo fuori affidando il fascicolo su Mutolo al procuratore aggiunto Vittorio Aliquò e ai sostituti procuratori Guido Lo Forte e Gioacchino Natoli per poi fare marcia indietro e consentire a Borsellino di partecipare agli interrogatori insieme agli altri tre magistrati designati. Il sostituto procuratore Lo Forte testimoniò in seguito: "Paolo mostrò un certo disappunto per non essere stato investito formalmente delle indagini relative a Mutolo, tanto che con una battuta ci disse che era inutile che lui partecipasse agli interrogatori". Il primo interrogatorio di Mutolo si svolse il 1º luglio cui seguirono quelli del 16 e 17 luglio, cui Borsellino fu sempre presente: durante le pause degli interrogatori, il giudice si appartò a parlare con Mutolo che gli avrebbe confessato una collusione con la mafia del suo collega Domenico Signorino (PM al maxiprocesso) e dell'ex commissario di polizia e numero due del SISDE Bruno Contrada.
Sempre il 1º luglio Borsellino aveva un appuntamento al Viminale con il deputato Nicola Mancino, che in quel giorno assumeva la carica di Ministro dell'Interno: così è segnato nell'agenda grigia del magistrato e così è confermato dalla ricostruzione della giornata di Rita Borsellino, secondo la quale vi si sarebbe recato in seguito a una telefonata del ministro. Mutolo al riguardo racconta che Borsellino gli disse «mi ha telefonato il ministro, manco due ore e poi torno» e poi racconta però «[Borsellino] molto preoccupato e serio, mi fa che viceversa del ministro, si è incontrato con il dottor Parisi [l'allora capo della Polizia] e il dottor Contrada». Tuttavia l'allora procuratore aggiunto Vittorio Aliquò raccontò che quel giorno accompagnò Borsellino sulla soglia della stanza del neo-ministro, lo vide entrare, lo vide uscire poco dopo e quindi entrò a sua volta, ma da solo, non ricordando di aver incontrato Bruno Contrada ed escludendo che Borsellino gliene abbia parlato. Mancino interpellato sulla vicenda ha sostenuto «Non ho precisa memoria di tale circostanza, anche se non posso escluderla, era il giorno del mio insediamento, mi vennero presentati numerosi funzionari e direttori generali. Non escludo che tra le persone che possono essermi state presentate ci fosse anche il dottor Borsellino. Con lui però non ho avuto alcuno specifico colloquio e perciò non posso ricordare in modo sicuro la circostanza» e inoltre nega di averlo convocato.
Il giorno precedente, Borsellino e Aliquò si erano recati presso gli uffici romani del Servizio Centrale Operativo della Polizia di Stato per interrogare un altro nuovo collaboratore di giustizia, Leonardo Messina (ex mafioso del nisseno e uomo di fiducia del boss Giuseppe "Piddu" Madonia), che tornarono a sentire sempre nella giornata del 1º luglio e poi il 17: nei suoi interrogatori, Messina spiegò a Borsellino dettagliatamente come funzionava la spartizione degli appalti pubblici e privati tra Cosa nostra e i politici e rese la clamorosa rivelazione che la Calcestruzzi S.p.A. (all'epoca di proprietà del gruppo Ferruzzi-Gardini, uno dei principali gruppi industriali italiani) fosse "nelle mani di Totò Riina".
Il 25 giugno Borsellino aveva avuto un incontro riservato con il colonnello Mario Mori e l'allora capitano Giuseppe De Donno presso la caserma "Carini", lontano dalla Procura: secondo quanto dichiarato da Mori e De Donno ai magistrati, Borsellino si limitò a parlare con loro del dossier soprannominato "Mafia e Appalti" trasmesso dal ROS alla Procura di Palermo di cui il giudice s'interessava nonostante non avesse ricevuto la delega d'indagine. Secondo i giudici che conducono l'inchiesta "Trattativa Stato-mafia", Borsellino in realtà era informato della negoziazione che Mori e De Donno stavano conducendo con l'ex sindaco Vito Ciancimino per arrivare alla cattura di latitanti e tale colloquio riservato era finalizzato a parlare di quei fatti.
Per quanto riguarda le indagini sulla strage di Capaci, il procuratore capo uscente di Caltanissetta Salvatore Celesti non prendeva iniziative e aspettava l'insediamento del suo successore Giovanni Tinebra: Borsellino, consapevole del rischio di impasse investigativa, affermò di essere pronto a trasferirsi subito a Caltanissetta per fornire il proprio contributo all'inchiesta sulla strage ma il CSM gli fece sapere che non era opportuno per lui, amico fraterno di Falcone, assumere ufficialmente un incarico inquirente nell'indagine. Borsellino chiese però più volte di essere sentito dalla Procura di Caltanissetta per chiarire aspetti importanti ma ciò non avvenne mai, nemmeno quando Tinebra s'insediò al posto di Celesti il 15 luglio; uno dei più stretti collaboratori del giudice, il maresciallo Carmelo Canale, testimoniò: "Borsellino mi diceva sempre che sulla strage di Falcone era lui che doveva rendere testimonianza perché lui sicuramente avrebbe certamente indirizzato le indagini nella giusta maniera e che lui sapeva tutto, di Falcone sapeva tutto. Centomila volte chiese lui di essere sentito...". Alcuni giorni prima della strage di via d'Amelio, Borsellino venne contattato da Tinebra per essere sentito il 20 luglio o nei giorni successivi, ma non fece mai in tempo.

### La strage di via D'Amelio e la morte

Via D'Amelio pochi minuti dopo l'attentato a Borsellino del 19 luglio 1992

Il 19 luglio 1992, dopo aver pranzato a Villagrazia di Carini con la moglie Agnese e i figli Manfredi e Lucia, Paolo Borsellino si recò insieme alla sua scorta in via D'Amelio, dove vivevano sua madre e sua sorella Rita. Alle 16:58 una Fiat 126 imbottita di tritolo, che era parcheggiata sotto l'abitazione della madre, esplose al passaggio del giudice, uccidendo oltre al cinquantaduenne Borsellino anche i cinque agenti della scorta Emanuela Loi, Agostino Catalano, Vincenzo Li Muli, Walter Eddie Cosina e Claudio Traina.
L'unico sopravvissuto fu l'agente Antonino Vullo, scampato perché al momento della deflagrazione stava parcheggiando uno dei veicoli della scorta.
Il 24 luglio circa 10 000 persone parteciparono ai funerali privati di Borsellino (i familiari rifiutarono il rito di Stato: la moglie Agnese, infatti, accusava il governo di non aver saputo proteggere il marito, e volle una cerimonia privata senza la presenza dei politici), celebrati nella chiesa di Santa Maria Luisa di Marillac, disadorna e periferica, dove il giudice era solito sentir messa, quando poteva, nelle domeniche di festa. L'orazione funebre fu pronunciata da Antonino Caponnetto, il vecchio giudice che aveva diretto l'ufficio di Falcone e Borsellino: «Caro Paolo, la lotta che hai sostenuto dovrà diventare e diventerà la lotta di ciascuno di noi». Pochi i politici: il presidente Scalfaro, Francesco Cossiga, Gianfranco Fini, Claudio Martelli. Il funerale è commosso e composto, interrotto solo da qualche applauso. Qualche giorno prima, i funerali dei cinque agenti di scorta si erano svolti nella Cattedrale di Palermo, ma all'arrivo dei rappresentanti dello Stato (compreso il neo presidente della Repubblica Italiana Oscar Luigi Scalfaro), una folla inferocita sfondò la barriera creata dai 4 000 agenti chiamati per mantenere l'ordine, mentre la gente, strattonando e spingendo, gridava: "Fuori la mafia dallo Stato". Il Presidente della Repubblica venne tirato fuori a stento dalla calca, venne spintonato anche il capo della polizia.
La salma riposa nel Cimitero di Santa Maria di Gesù a Palermo.

## Le dichiarazioni e le ultime interviste
Pochi giorni prima di essere ucciso, durante un incontro organizzato dalla rivista MicroMega, così come in un'intervista televisiva con Lamberto Sposini, Borsellino aveva parlato della sua condizione di "condannato a morte". Sapeva di essere nel mirino di Cosa nostra e sapeva che difficilmente la mafia si lascia scappare le sue vittime designate.
Antonino Caponnetto, che subito dopo la strage aveva detto, sconfortato, "È finito tutto", intervistato anni dopo da Gianni Minà ricordò che "Paolo aveva chiesto alla questura – già venti giorni prima dell'attentato – di disporre la rimozione dei veicoli nella zona antistante l'abitazione della madre. Ma la domanda era rimasta inevasa. Ancora oggi aspetto di sapere chi fosse il funzionario responsabile della sicurezza di Paolo, se si sia proceduto disciplinarmente nei suoi confronti e con quali conseguenze".
Riguardo alla penultima intervista concessa dal magistrato italiano, nel numero de L'Espresso dell'8 aprile 1994 fu pubblicata una versione più estesa dell'intervista.
L'intervista, e i tagli relativi alla sua versione televisiva, furono citati anche dal tribunale di Palermo nella sentenza di condanna di Gaetano Cinà e Marcello Dell'Utri:
(Dalla sentenza di condanna di Dell'Utri pag. 431)
Paolo Guzzanti aveva sostenuto che l'intervista trasmessa da Rai News 24 era stata manipolata, i giornalisti della rete gli fecero causa, ma fu assolto. Vi era corrispondenza tra la cassetta ricevuta e il contenuto trasmesso, ma non con il video originale. Alcune risposte erano state tagliate e messe su altre domande. Ad esempio, quando Borsellino parla di "cavalli in albergo" per indicare un traffico di droga, non si riferiva a una telefonata fra Dell'Utri e Mangano come poteva sembrare dalla domanda dell'intervistatore (che faceva riferimento a un'intercettazione dell'inchiesta di San Valentino, che Borsellino aveva seguito solo per poco tempo), ma a una fra Mangano e un mafioso della famiglia Inzerillo.
Nella sentenza Dell'Utri fu poi riportato il brano dell'intervista relativo all'uso del termine "cavalli" per indicare la droga e sulle precedenti condanne di Mangano, in una versione ancora differente rispetto alle due già diffuse, trascritta dal nastro originale. Nella stessa sentenza era poi riportata l'intercettazione della telefonata intercorsa tra Mangano (la cui linea era sotto controllo) e Dell'Utri, relativo al blitz di San Valentino, in cui veniva citato un "cavallo", a cui aveva fatto riferimento il giornalista nelle domande dell'intervista a Borsellino. La sentenza specificava però che:
La versione della penultima intervista con Borsellino venne mandata in onda da Rai News 24 nel 2000 era di trenta minuti, quella originale era invece di cinquantacinque minuti. La trascrizione dell'intervista integrale è stata pubblicata sul sito web 19luglio1992.org.

## Il dibattito sulla "strage di Stato"

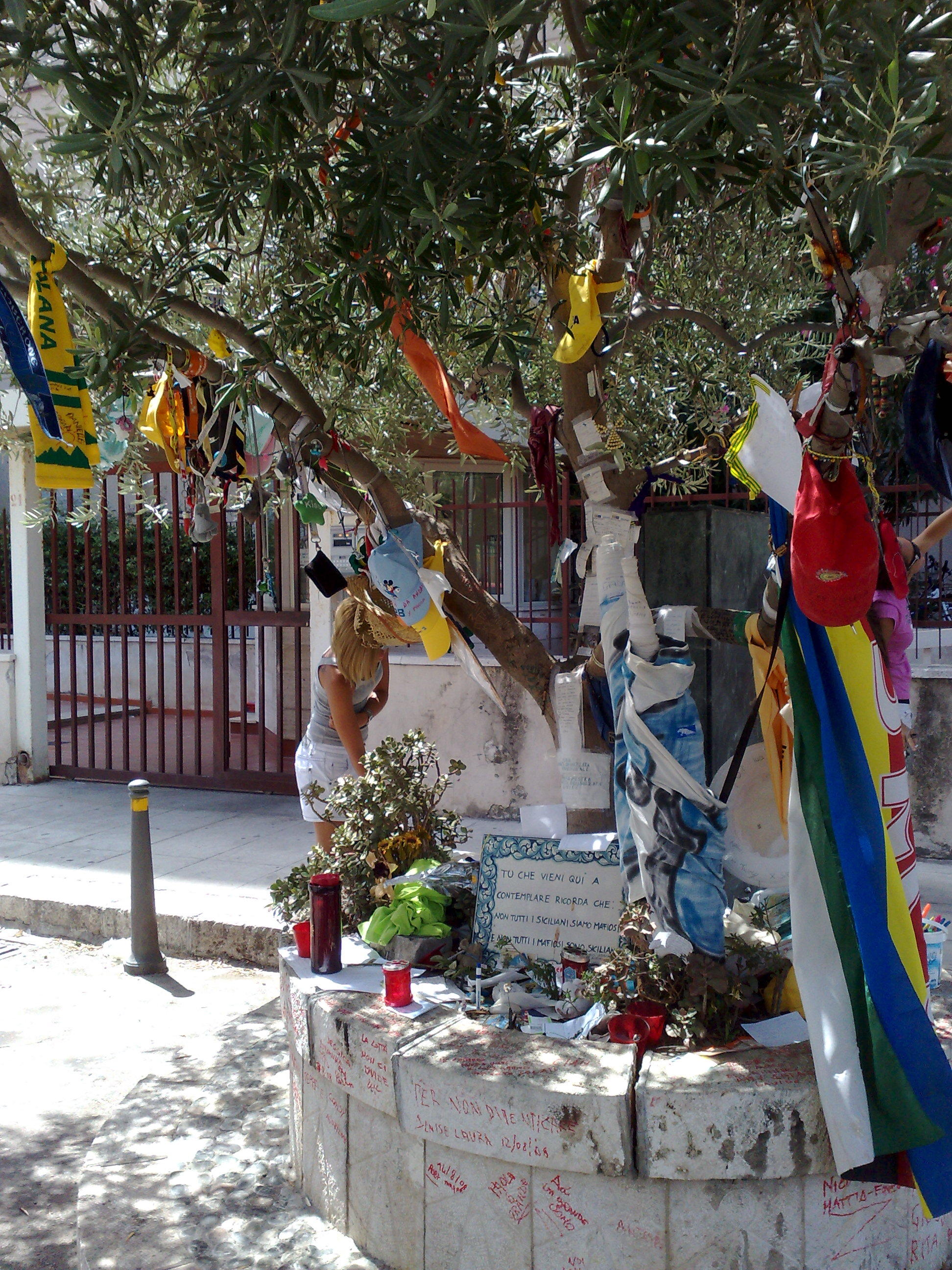
Via D'Amelio: l'albero che ricorda il luogo dell'uccisione di Paolo Borsellino e della sua scorta

Diversi autori hanno parlato della strage di via D'Amelio come strage di Stato:
(Lirio Abbate, Peter Gomez)
Nell'introduzione del libro L'agenda rossa di Paolo Borsellino Marco Travaglio scrive:
(Marco Travaglio)
Salvatore Borsellino, fratello di Paolo, parla esplicitamente di "strage di Stato":
(Salvatore Borsellino)
Il GIP di Caltanissetta, Alessandra Bonaventura Giunta, ritiene che la trattativa Stato-mafia ci sia stata e che Paolo Borsellino fu ucciso perché, secondo il boss Salvatore Riina, ostacolava questa trattativa:
Dopo aver interrogato Salvino Madonia, il capomafia che ha partecipato alla riunione di Cosa nostra nella quale i mafiosi decisero l'avvio della strategia stragista.
In occasione della ricorrenza dei venticinque anni dalla strage di via D'Amelio, Fiammetta Borsellino, ultimogenita del magistrato Paolo, in un'intervista dice: 
 La zia Rita Borsellino ribadisce l'autorevolezza di queste affermazioni dicendo:

## Riconoscimenti e influenza

Francobollo commemorativo

(Paolo Borsellino, intervista con Sposini, inizio luglio 1992)

2 euro commemorativi

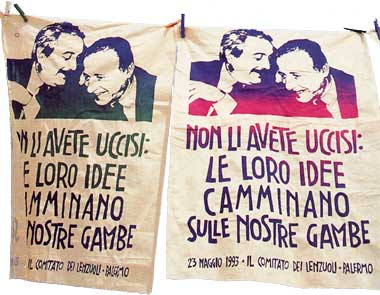
Lenzuola dedicate a Giovanni Falcone e Paolo Borsellino

Alla memoria del magistrato italiano furono intitolate numerose scuole e associazioni, nonché (insieme all'amico e collega) l'aeroporto internazionale "Falcone e Borsellino" (ex "Punta Raisi", Palermo), l'aula principale (aula I) della facoltà di Giurisprudenza alla Sapienza - Università di Roma e l'aula del consiglio comunale della città di Castellammare di Stabia.
La facoltà universitaria di giurisprudenza dell'Università degli Studi di Brescia intestò una delle sue aule più suggestive di Palazzo dei Mercanti ai giudici Falcone e Borsellino. Dal 2011, l'aula delle udienze della Corte d'Appello di Trento è dedicata a Giovanni Falcone e Paolo Borsellino. A Torino il Palazzo di Giustizia si trova tra via Giovanni Falcone e via Paolo Borsellino.
(Antonino Caponnetto, intervista con Gianni Minà, maggio 1996)
La foto di Falcone e Borsellino che tutti conoscono e che è diventata un'icona, stampata su manifesti, magliette, edita nel 1992 nel volume fotografico dal suo autore, che all'epoca nessuno conosceva, Tony Gentile, dalla casa editrice Silvana Editoriale continua a essere largamente diffusa dopo trent'anni dalla morte dei due magistrati.

## Nella cultura di massa
Anche il teatro, il cinema la televisione e la letteratura hanno onorato la memoria del magistrato palermitano. Tra i più rilevanti:
- Giovanni Falcone (1993), regia di Giuseppe Ferrara, interpretato da Giancarlo Giannini;
- I giudici - Excellent Cadavers (1999), regia di Ricky Tognazzi, interpretato da Andy Luotto;
- Gli angeli di Borsellino (2003), regia di Rocco Cesareo, interpretato da Toni Garrani;
- Paolo Borsellino (2004), miniserie televisiva di Gianluca Maria Tavarelli, interpretato da Giorgio Tirabassi;
- In un altro paese (2005), film documentario di Marco Turco;
- Giovanni Falcone - L'uomo che sfidò Cosa Nostra (2006), miniserie televisiva di Andrea e Antonio Frazzi, interpretato da Emilio Solfrizzi;
- Paolo Borsellino - Essendo Stato (2006), spettacolo teatrale scritto e diretto da Ruggero Cappuccio;
- Il capo dei capi (2007), serie televisiva di Enzo Monteleone e Alexis Sweet, interpretato da Gaetano Aronica;
- Paolo Borsellino: una vita da eroe, video documentario di Lucio Miceli e Roberta Di Casimirro (2010);
- Paolo Borsellino - I 57 giorni (2012), film televisivo di Alberto Negrin, interpretato da Luca Zingaretti;
- Vi perdono ma inginocchiatevi (2012), film televisivo di Claudio Bonivento, interpretato da Lollo Franco;
- La mafia uccide solo d'estate (2013), regia di Pif;
- Era d'estate (2016), regia di Fiorella Infascelli, interpretato da Giuseppe Fiorello;
- Paolo Borsellino - Adesso tocca a me (2017), docufiction di Giovanni Filippetto, interpretato da Cesare Bocci;
- I giorni di Giuda - Intervista marziana (2019), spettacolo teatrale, testi di Francesco Vitale e Manfredi Borsellino, con Marco Feo, Carlo D'Aubert, Giuditta Perriera, adattamento testo e regia Angelo Butera;
- Paolo Borsellino - I segreti e le menzogne (2020), documentario televisivo di Peter Freeman trasmesso su Rai 3;
- Gli invisibili - la solitudine dei giusti (dal 2022), atto unico teatrale prodotto dalla Nuova Compagnia Teatrale aps di Verona per la regia di Enzo Rapisarda.[106]
- La siciliana ribelle

Nella musica, il magistrato è ricordato nelle seguenti composizioni originali a lui ispirate:
- Mulini a vento, Carmen Consoli (tratta dall'album L'eccezione);
- Pensa, Fabrizio Moro (canzone vincitrice del Festival di Sanremo 2007);
- Luce del mondo, Nicola Gelo (composizione per pianoforte solo).[107]

Nella letteratura e nella poesia, il magistrato è ricordato nei seguenti componimenti e libri:
- Chiuso per lutto, Gesualdo Bufalino (poesia per Falcone e Borsellino), (1992);
- Giudice Paolo, una poesia di Marilena Monti per Paolo Borsellino, recitata ogni 19 luglio dalla stessa autrice o dall'attivista Salvatore Borsellino.